# Бівер-Бей (Міннесота)
Бівер-Бей (англ. Beaver Bay) — місто (англ. city) в США, в окрузі Лейк штату Міннесота. Населення — 120 осіб (2020).

## Географія
Бівер-Бей розташований за координатами 47°15′24″ пн. ш. 91°17′57″ зх. д. / 47.25667° пн. ш. 91.29917° зх. д. (47.256579, -91.299169).  За даними Бюро перепису населення США в 2010 році місто мало площу 3,26 км², з яких 1,90 км² — суходіл та 1,36 км² — водойми. В 2017 році площа становила 2,07 км², уся площа — суходіл.

## Демографія
Згідно з переписом 2010 року, у місті мешкала 181 особа в 84 домогосподарствах у складі 48 родин. Густота населення становила 56 осіб/км².  Було 187 помешкань (57/км²).
Расовий склад населення:
| - 91,7 % — білих - 1,7 % — корінних американців - 1,1 % — чорних або афроамериканців |

До двох чи більше рас належало 5,5 %. Частка іспаномовних становила 0,0 % від усіх жителів.
За віковим діапазоном населення розподілялося таким чином: 23,8 % — особи молодші 18 років, 57,4 % — особи у віці 18—64 років, 18,8 % — особи у віці 65 років та старші. Медіана віку мешканця становила 45,8 року. На 100 осіб жіночої статі у місті припадало 191,9 чоловіків;  на 100 жінок у віці від 18 років та старших — 155,6 чоловіків також старших 18 років.
Середній дохід на одне домашнє господарство  становив 48 932 долари США (медіана — 42 000), а середній дохід на одну сім'ю — 57 073 долари (медіана — 56 250). За межею бідності перебувало 15,9 % осіб, у тому числі 35,0 % дітей у віці до 18 років та 0,0 % осіб у віці 65 років та старших.
Цивільне працевлаштоване населення становило 43 особи. Основні галузі зайнятості: мистецтво, розваги та відпочинок — 37,2 %, виробництво — 23,3 %, роздрібна торгівля — 14,0 %, освіта, охорона здоров'я та соціальна допомога — 11,6 %.